# Owens försvar
Den här artikeln använder algebraisk schacknotation för att beskriva schackdragen.
Owens försvar, även kallad grekiskt försvar och damfianchettoförsvar, är en ovanlig schacköppning som definieras av dragen:
1. e4 b6

## Partiexempel
Vit: Paul Morphy
Svart: Dr. Samuel Lewis
Philadelphia 1859
1.e4 b6 2.d4 Lb7 3.Ld3 e6 4.Sh3 d5 5.e5 Se7 6.O-O Sg6 7.f4 Le7 8.f5 exf5 9.Lxf5 Lc8 10.Lxc8 Dxc8 11.Sc3 c6 12.Lg5 O-O 13.Lxe7 Sxe7 14.Dh5 h6 15.Tf3 Sg6 16.Taf1 De6 17.Se2 Sd7 18.Sef4 Sxf4 19.Sxf4 De7 20.Tg3 Kh7 21.Tff3 Tg8 22.Sh3 g6 23.Sg5 Dxg5 24.Txf7 Kh8 25.Dxg5 1-0